# Séries N700 - Shinkansen
Os Shinkansen da série N700 são comboios de alta velocidade com capacidade para se inclinarem, tendo sido desenvolvidos conjuntamente pela JR Central e JR West para serem usados nas linhas Shinkansen Tōkaidō e Sanyo. O protótipo de 16 carruagens foi entregue no verão de 2005 para testes exaustivos. Quando estiverem a ser plenamente produzidos, os comboios desta série terão uma velocidade máxima de 300 km/h e a inclinação até 1 grau permitirá que os comboios mantenham uma velocidade de 270 km/h mesmo em curvas de raio de 2.500 metros.
As unidades da série N700 entrarão no serviço de passageiros Nozomi a partir de 2007. Preve-se que por 2009, todos os comboios do serviço Nozomi venham a ser exclusivamente N700s.

## Galeria

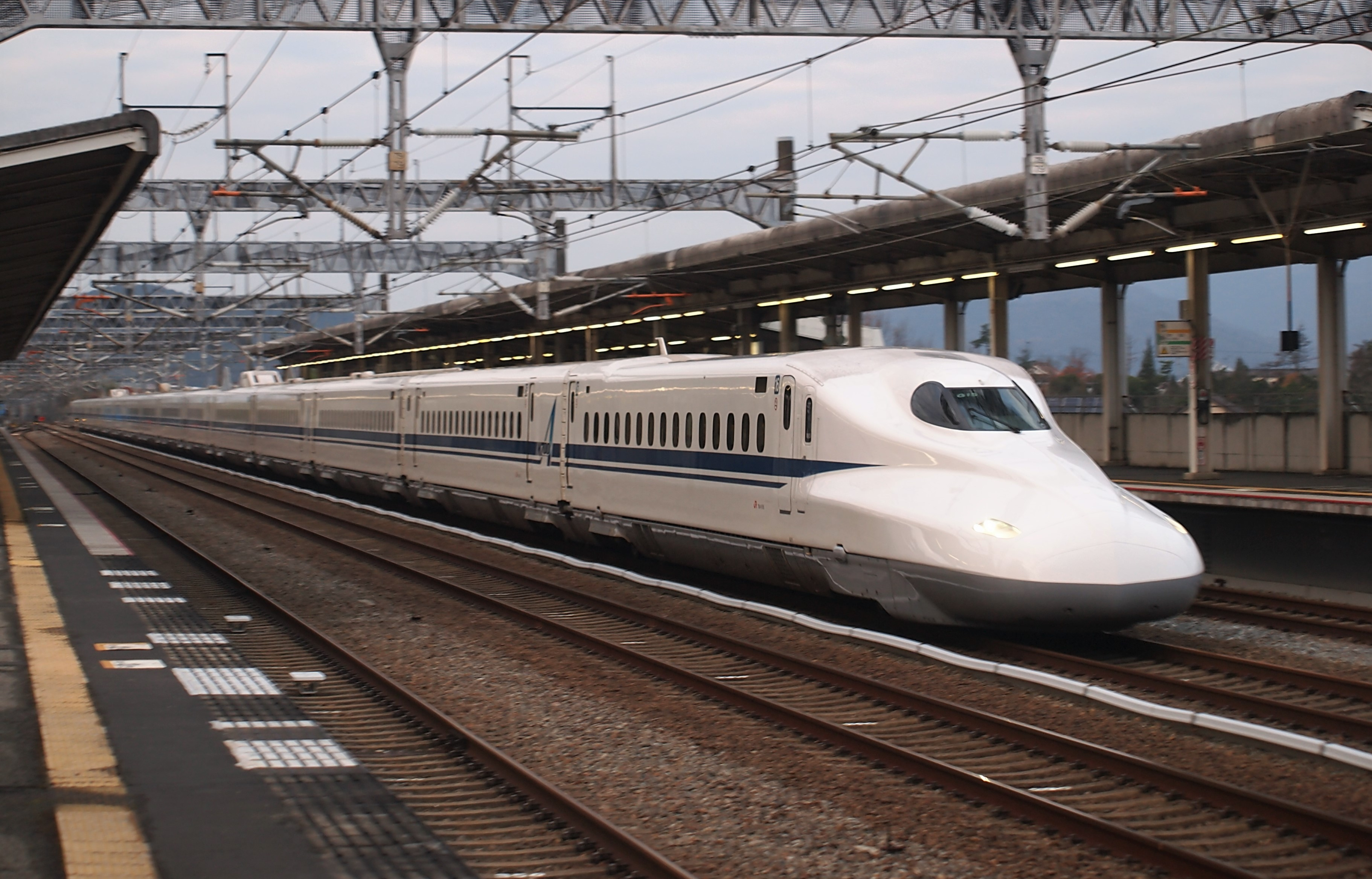
Conjunto série N700-1000 ou N700A G15
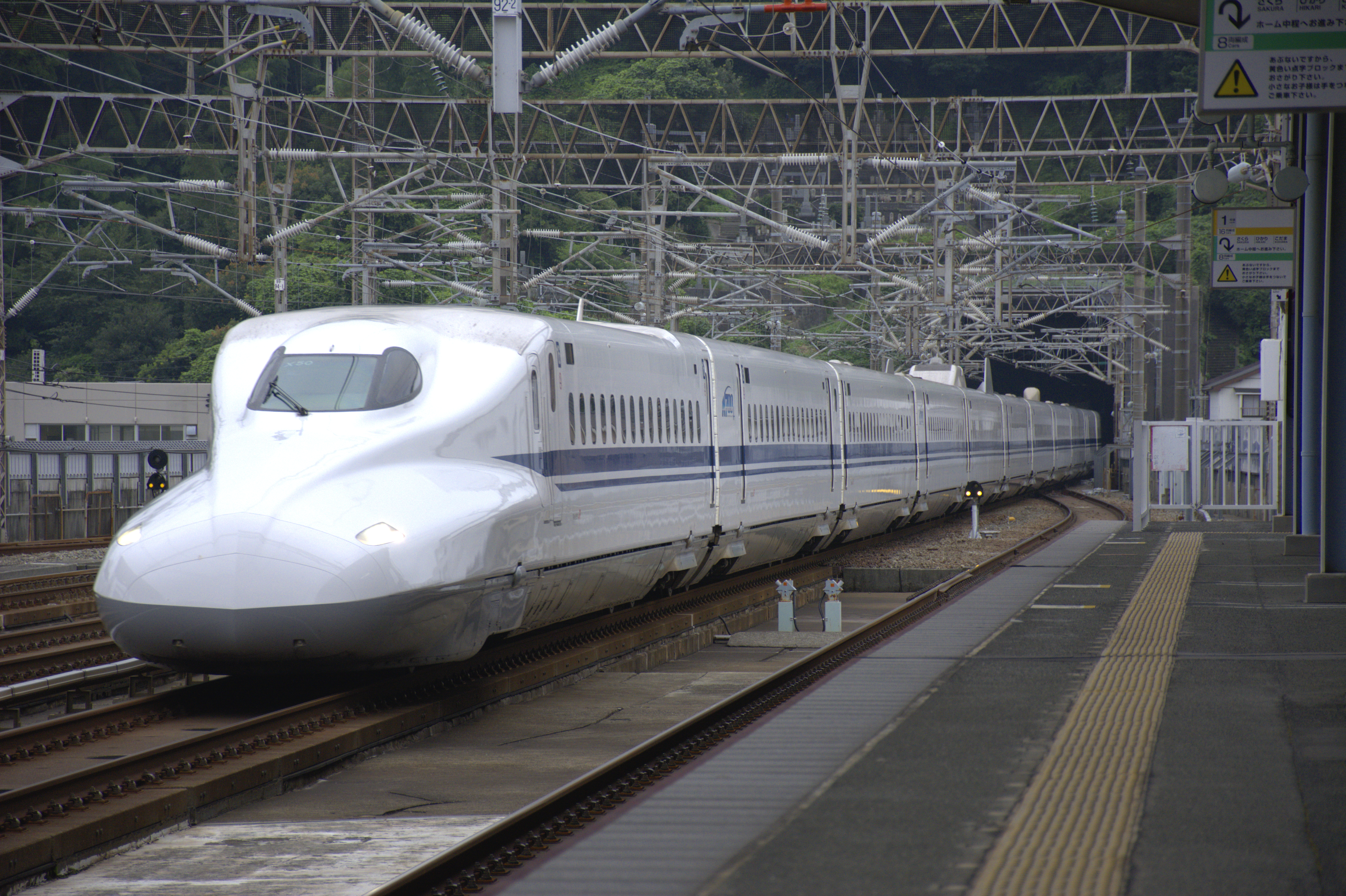
Conjunto série N700-2000 ou N700A X50
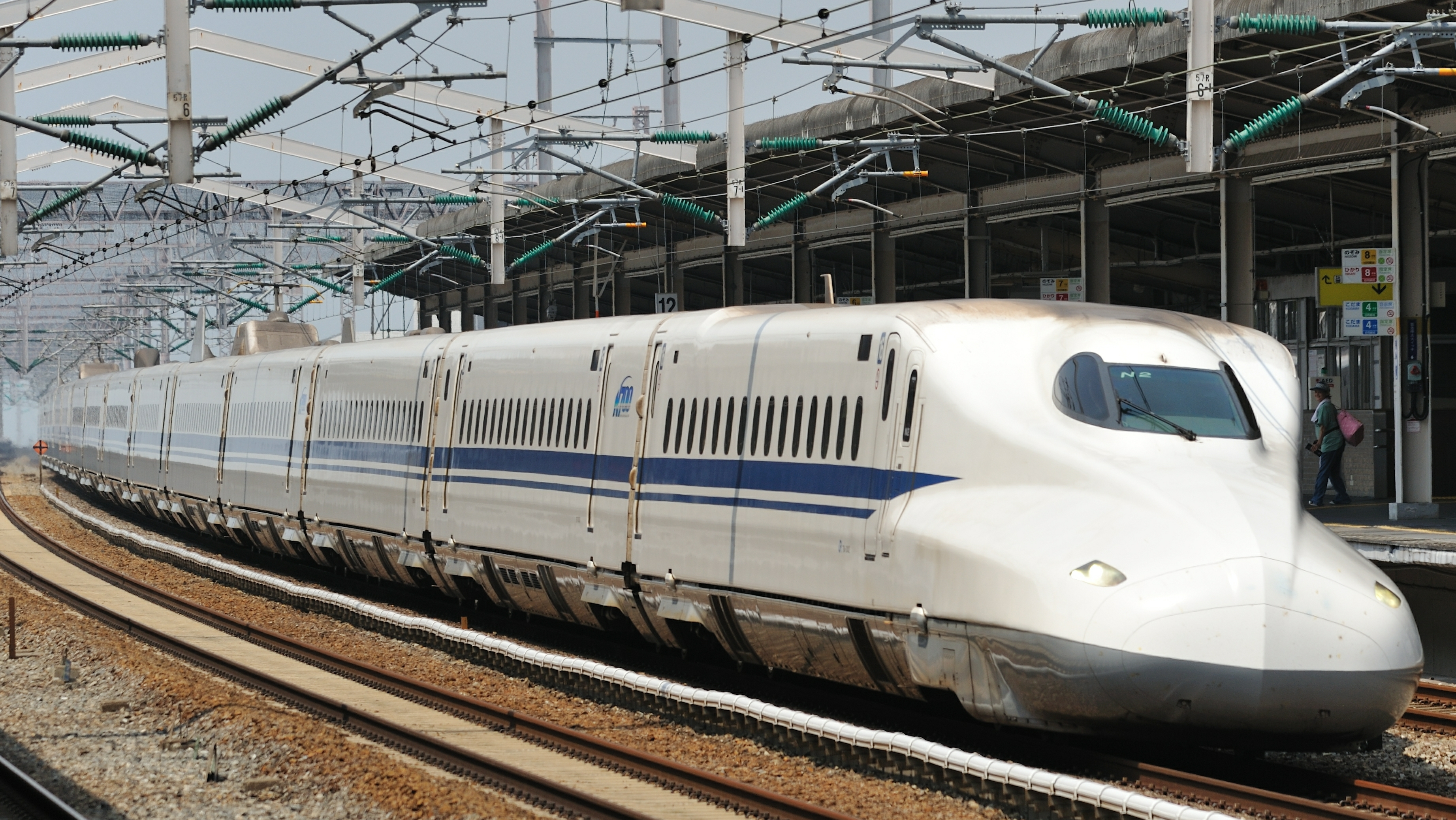
Conjunto série N700-3000 N2
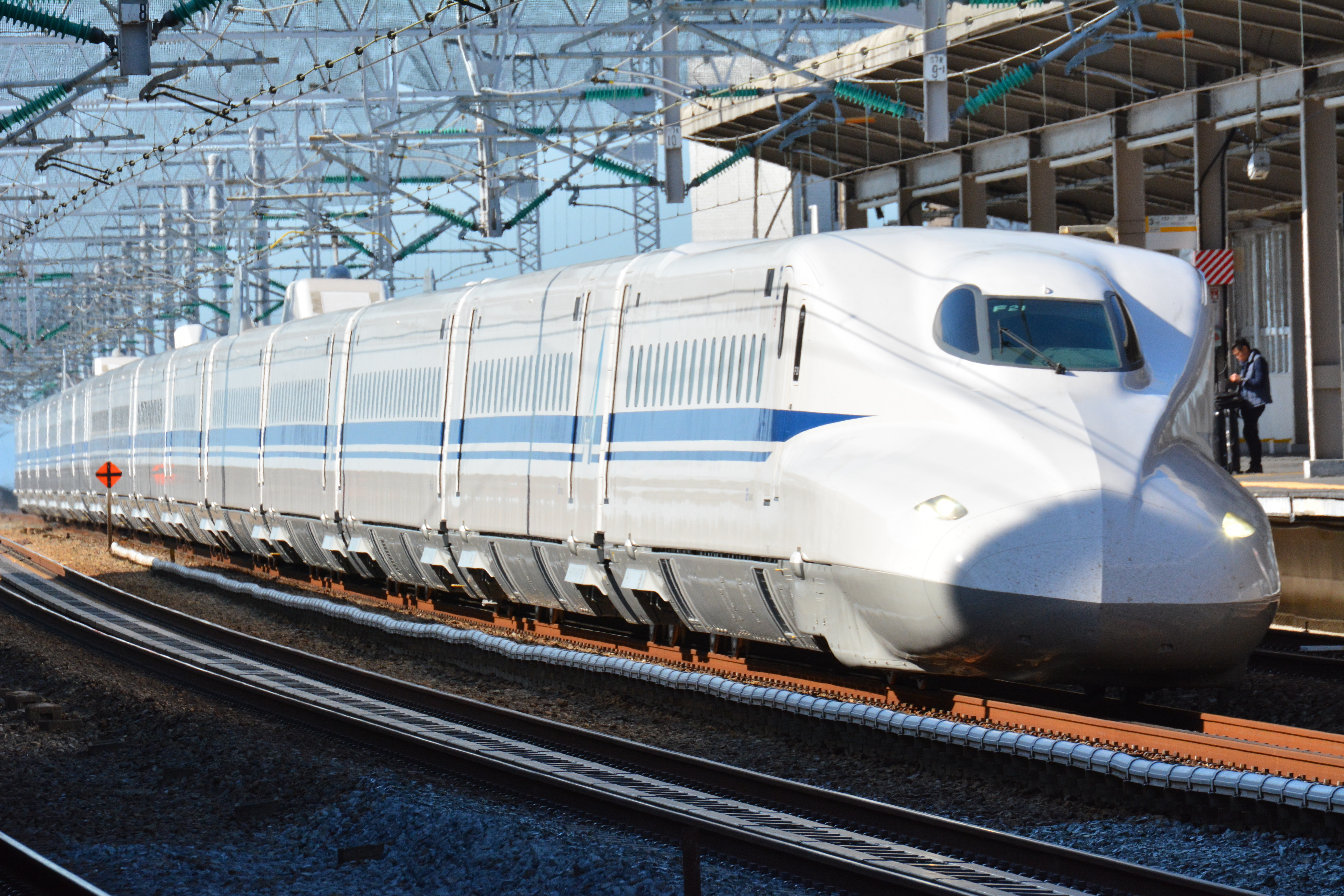
Conjunto série N700-4000 F21
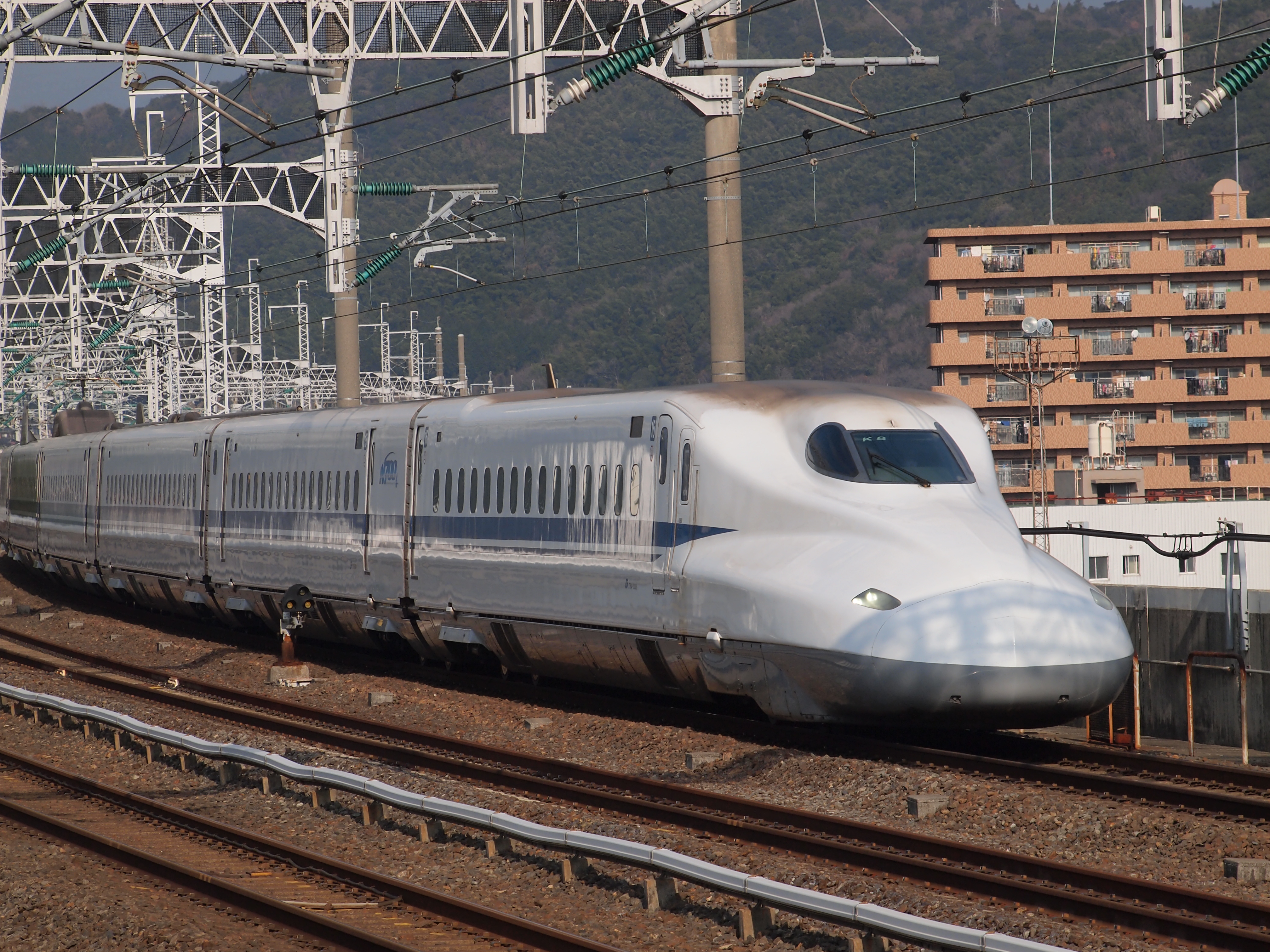
Conjunto série N700-5000 K6
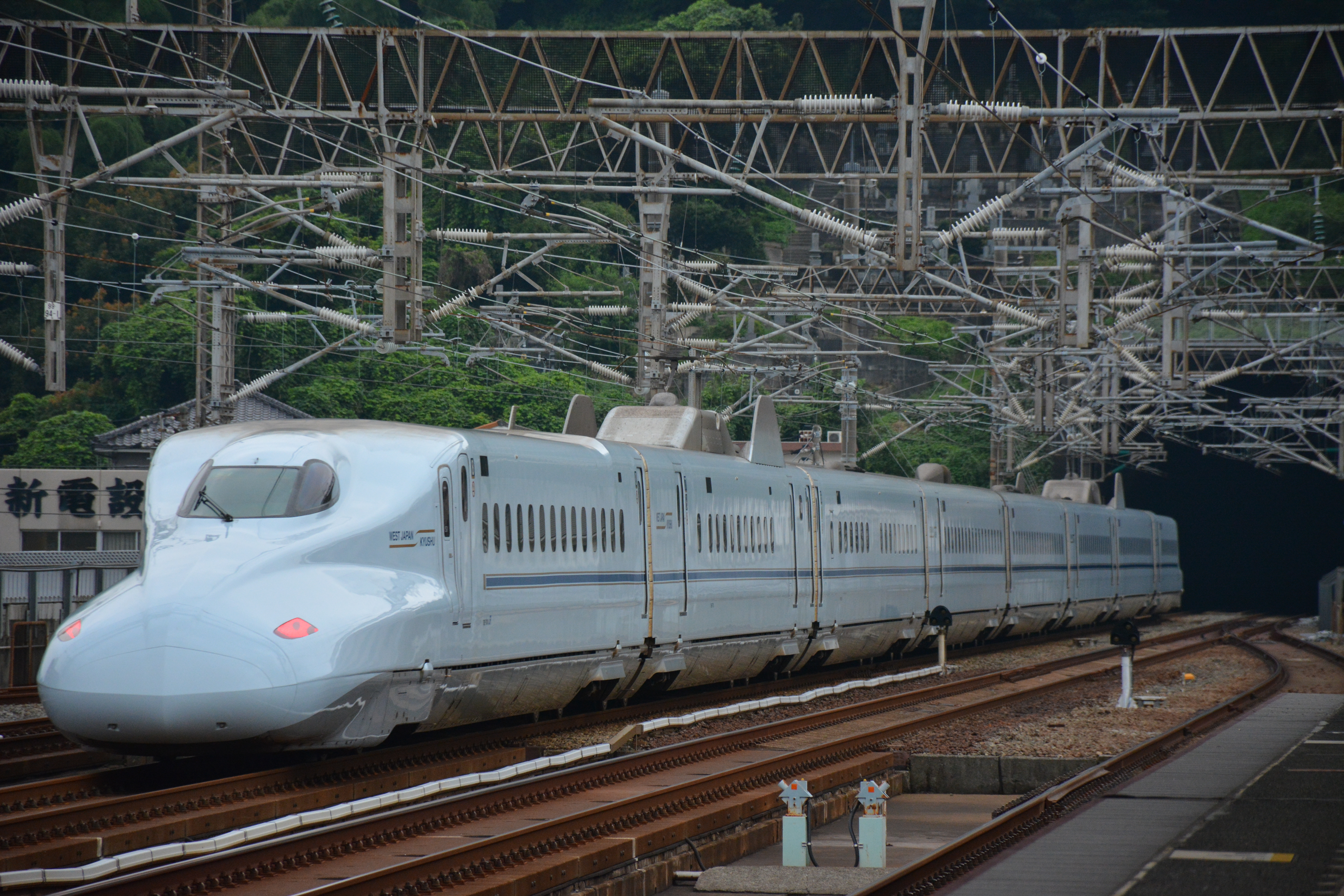
Conjunto série N700-7000 S1
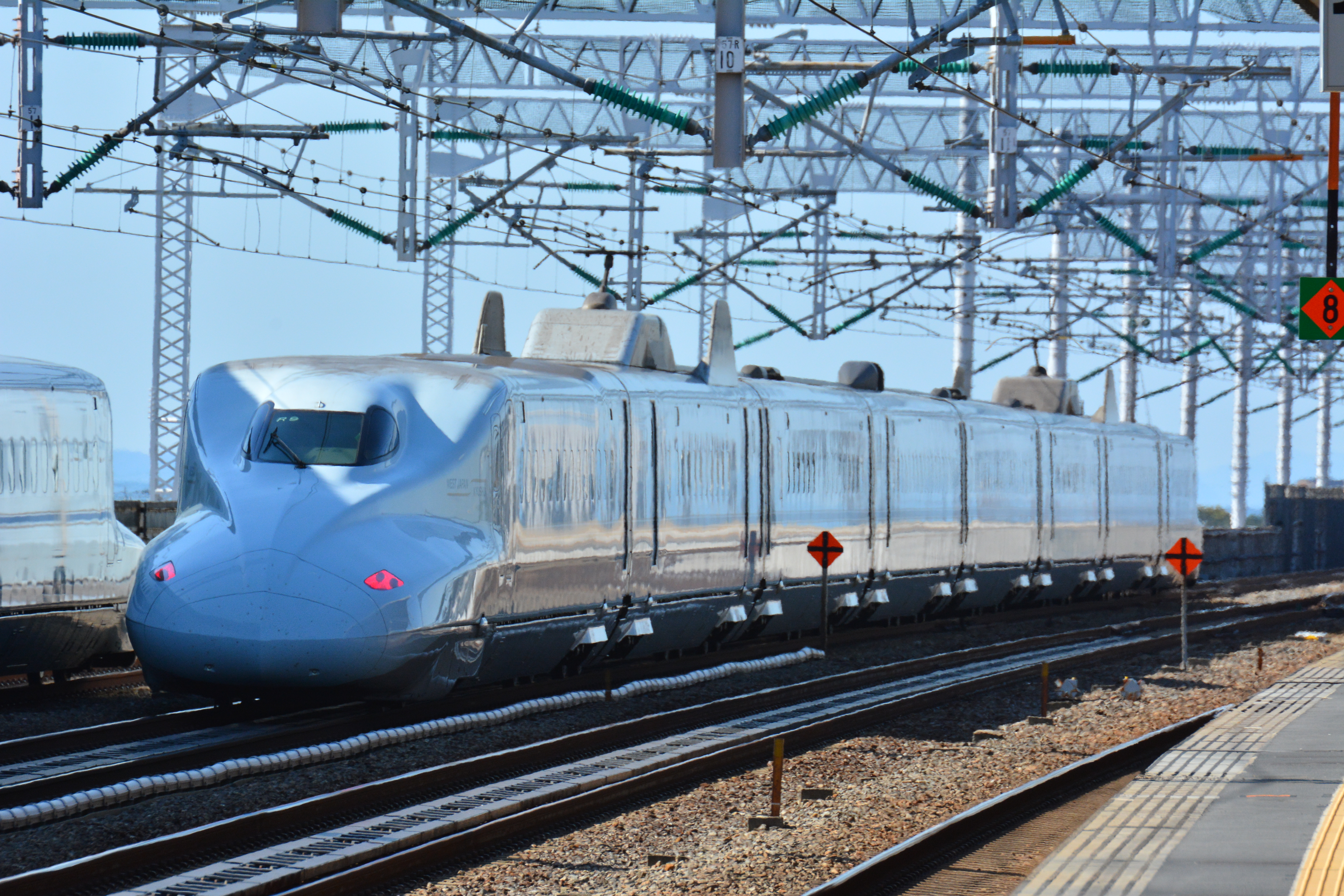
Conjunto série N700-8000 R9
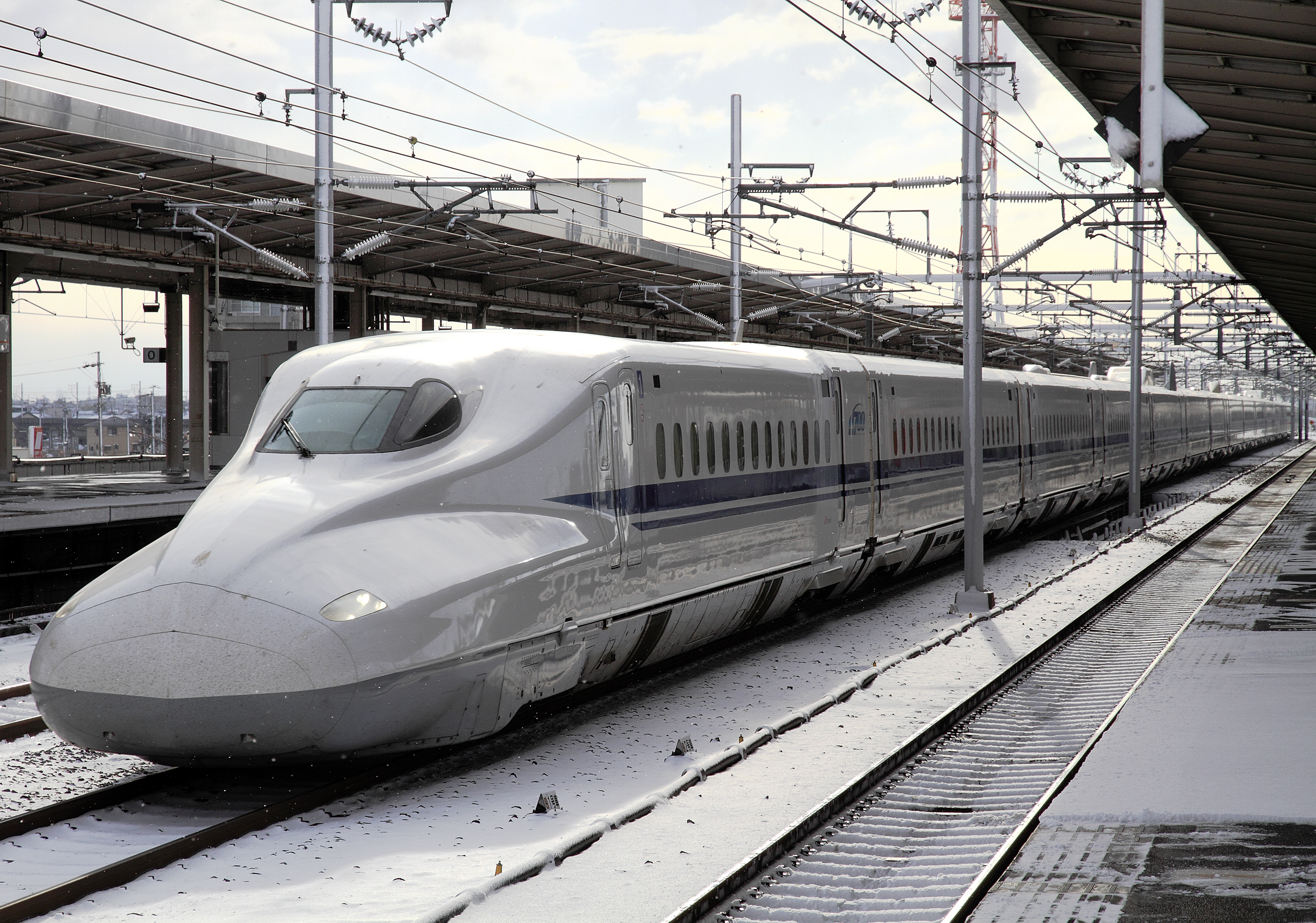
Conjunto série N700-9000 Z0